# Microsoft Comic Chat
El Microsoft Comic Chat, més tard Microsoft Chat (no confondre amb Windows Chat o WinChat) és un client gràfic d'IRC creat per Microsoft, publicat per primera vegada amb Internet Explorer 3.0 al 1996. El Comic Chat va ser desenvolupat per l'investigador de Microsoft David Kurlander, amb el grup de recerca de Microsoft "Virtual Worlds Group" i més tard amb un grup de la divisió d'Internet de Microsoft comandat per ell mateix.
La principal funció de Comic Chat, que el diferència de la resta de clients d'IRC és que va permetre un dibuix (avatar) que representés a l'usuari; aquest personatge podia expressar emocions específiques, fent l'acció de xatejar una experiència més emotiva i expressiva. Tots els personatges i fons van ser creats pel dibuixant Jim Woodring. Més tard, es van habilitar eines que permetien crear personatges i fons als usuaris.
El Comic Chat va començar com un projecte d'investigació, es va publicar un document descrivint aquesta tecnologia al SIGGRAPH '96.
El Microsoft Comic Chat duia instal·lada una font personalitzada, la Comic Sans de Microsoft, que els usuaris podien utilitzar en altres aplicacions i documents.
Es va canviar el nom a Microsoft Chat 2.0 i es va incloure amb Internet Explorer i el llavors nou Outlook Express, a finals dels 1990. La versió 2.5 inclosa amb Internet Explorer 5 va ser l'última actualització.